# Premio Iberoamericano SM
El Premio Iberoamericano SM de Literatura Infantil y Juvenil se puso en marcha en 2005, Año Iberoamericano de la Lectura, con el propósito de impulsar la literatura infantil y juvenil en toda Iberoamérica.
El objetivo de este premio es reconocer a aquellos autores que hayan desarrollado su carrera literaria en el ámbito del libro infantil y juvenil. 
El premio es convocado anualmente por la Fundación SM junto a las instituciones que conforman la Asociación del Premio: Centro Regional para el Fomento del Libro en América Latina y el Caribe (CERLALC), Internacional Board on Books for Young People (IBBY), Organización de Estados Iberoamericanos para la Educación, la Ciencia y la Cultura (OEI), y la Oficina Regional de Educación para América Latina y el Caribe de la Organización de las Naciones Unidas para la Educación, la Ciencia y la Cultura (UNESCO/OREALC); con la colaboración de la Feria Internacional del Libro de Guadalajara (FIL), en cuyo marco se entrega el premio.

## Admisión y plazos
Pueden ser candidatos al Premio Iberoamericano SM de Literatura Infantil y Juvenil 2010 los autores vivos que cuenten con una valiosa obra de creación para el público infantil y juvenil que publicada y escrita en cualquiera de las lenguas que se hablan en Iberoamérica. 
Las candidaturas pueden ser presentadas por cualquier institución cultural o educativa, editorial o asociación relacionada con la literatura infantil y juvenil. El plazo de recepción de candidaturas para la convocatoria de 2010 se cerró el 30 de junio y el fallo del jurado se dará a conocer en octubre de 2010. 

## Dotación
El Premio Iberoamericano SM de Literatura Infantil y Juvenil está dotado con 30.000 dólares. 

## Ganadores
| Edición | Año  | Autor                        | País      |
| ------- | ---- | ---------------------------- | --------- |
| 1.ª     | 2005 | Juan Farias                  | España    |
| 2.ª     | 2006 | Gloria Cecilia Diaz          | Colombia  |
| 3.ª     | 2007 | Montserrat del Amo           | España    |
| 4.ª     | 2008 | Bartolomeu Campos de Queirós | Brasil    |
| 5.ª     | 2009 | María Teresa Andruetto       | Argentina |
| 6.ª     | 2010 | Laura Devetach               | Argentina |
| 7.ª     | 2011 | Agustín Fernández Paz        | España    |
| 8.ª     | 2012 | Ana Maria Machado            | Brasil    |
| 9.ª     | 2013 | Jordi Sierra i Fabra         | España    |
| 10.ª    | 2014 | Ivar Da Coll                 | Colombia  |
| 11.ª    | 2015 | Antonio Malpica              | México    |
| 12.ª    | 2016 | María Cristina Ramos         | Argentina |
| 13.ª    | 2017 | Marina Colasanti             | Brasil    |
| 14.ª    | 2018 | Graciela Montes              | Argentina |
| 15.ª    | 2019 | María Baranda                | México    |
| 16.ª    | 2020 |                              |           |
| 17.ª    | 2021 |                              |           |
| 18.ª    | 2022 |                              |           |
| 19.ª    | 2023 | Alice de Jesús Vieira        | Portugal  |
| 20.ª    | 2024 | Irene Vasco                  | Colombia  |